# Enrique Garay
José Enrique Garay Padilla (Peralvillo, Ciudad de México, 2 de junio de 1963),  conocido como Enrique Garay, es un periodista deportivo y cronista mexicano. Generalmente narra deportes como el fútbol americano y baloncesto, sobre todo las principales ligas de Estados Unidos: la NFL y la NBA. También cubre los Juegos Olímpicos. Trabaja principalmente para la televisora mexicana TV Azteca.

## Biografía
Su infancia se desarrolló en el municipio de Ecatepec de Morelos en el Estado de México. Fue estudiante en la Facultad de Contaduría y Administración (FCA) de la Universidad Nacional Autónoma de México (UNAM). En el 2004 cambió su residencia al municipio de Huixquilucan, Estado de México.

## Trayectoria
En una entrevista relató cómo en 1981 envió una carta a El Heraldo de México para pedir que se escribiera más sobre fútbol americano. El periódico le respondió que en la redacción tenían mucha información sobre la NFL, pero ningún reportero con el conocimiento para trabajarla, por eso mismo, lo invitaron a colaborar y fue así como logró ingresar a los medios deportivos.
En 1989 ingresó a la entonces televisión pública, Imevisión, que en 1993 pasaría a convertirse en la empresa privada de telecomunicaciones Televisión Azteca. Durante los noventa narró, junto a José Roberto “Pepe” Espinosa, las seis Finales NBA de Michael Jordan y los Chicago Bulls. Fue cronista en 33 Super Bowls y 12 finales de la NBA.  Entrevistó en español al fallecido baloncestista y medallista olímpico Kobe Bryant.
En el 2012 fue director de un proyecto nacional con la SEDATU denominado “200 mil estudiantes por México”, que consistió en usar las canchas de básquetbol públicas del país para concientizar a los niños contra la obesidad. El proyecto alcanzó 203 mil niños en los 32 estados del país.
El 11 de febrero del 2021 apareció en un video en redes sociales, acompañado de Mario Delgado, presidente nacional del partido Morena, anunciando que incursionará en el mundo de la política trabajando por el Municipio de Huixquilucan, buscando la presidencia del Municipio.